# Pfarrhaus (Altdorf (Biessenhofen))

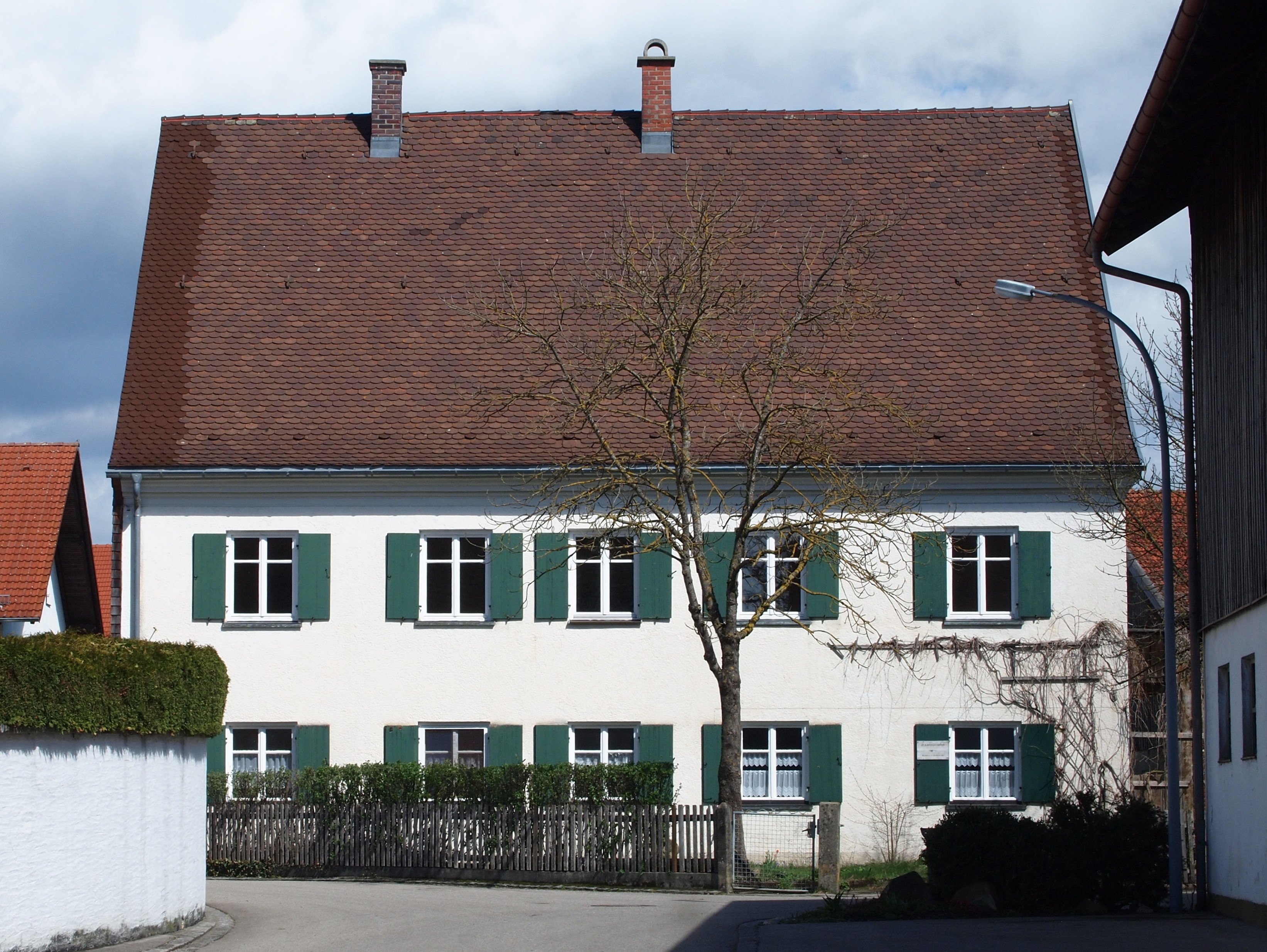
Pfarrhaus in Altdorf

Das Pfarrhaus in Altdorf, einem Gemeindeteil von Biessenhofen im Landkreis Ostallgäu im bayerischen Regierungsbezirk Schwaben, wurde 1725 errichtet. Das Pfarrhaus, östlich gegenüber der Pfarrkirche Mariä Himmelfahrt, ist ein geschütztes Baudenkmal.
Der zweigeschossige Satteldachbau wurde von Johann Georg Fischer errichtet.
Im Obergeschoss sind Stuckaturen aus der Erbauungszeit, die dem Umkreis von Johann Jakob Herkomer zugeschrieben werden, erhalten.